# Корінн Ніогре
Корінн Ніогре  (фр. Corinne Niogret, 20 листопада 1972) — французька біатлоністка, олімпійська чемпіонка.

## Виступи на Олімпіадах
| Олімпіада           | Дисципліна                | Місце |
| ------------------- | ------------------------- | ----- |
| Альбервіль 1992     | спринт 7,5 км             | 17    |
| Альбервіль 1992     | індивідуальна гонка 15 км | 7     |
| Альбервіль 1992     | естафета 3 × 7,5 км       | 1     |
| Ліллехаммер 1994    | спринт 7,5 км             | 27    |
| Ліллехаммер 1994    | індивідуальна гонка 15 км | 5     |
| Ліллехаммер 1994    | естафета 4 × 7,5 км       | 3     |
| Нагано 1998         | спринт 7,5 км             | 25    |
| Нагано 1998         | індивідуальна гонка 15 км | 16    |
| Нагано 1998         | естафета 4 × 7,5 км       | 8     |
| Солт-Лейк-Сіті 2002 | спринт 7,5 км             | 9     |
| Солт-Лейк-Сіті 2002 | переслідування 10 км      | 27    |
| Солт-Лейк-Сіті 2002 | індивідуальна гонка 15 км | 21    |
| Солт-Лейк-Сіті 2002 | естафета 4 × 7,5 км       | 9     |